# Landkreis Ansbach
Landkreis Ansbach i Regierungsbezirk Mittelfranken er arealmæssigt den største  landkreis  i den tyske delstat Bayern. Naborkreise er mod nord Landkreis Neustadt an der Aisch-Bad Windsheim, mod øst Landkreis Fürth og Landkreis Roth, i sydøst ligger Landkreis Weißenburg-Gunzenhausen, mod syd Landkreis Donau-Ries og mod vest landkreisene Schwäbisch Hall, Ostalbkreis og Main-Tauber-Kreis i delstaten Baden-Württemberg. Den kreisfri by Ansbach er helt omsluttet af Landkreis Ansbach .

## Geografi
Det  Europæiske vandskel deler fra nordvest til sydøst landkreisen hvor vandløbene flyder mod de store floder Rhinen og Donau.

## Byer og kommuner
Kreisen havde 183949  indbyggere pr. 
2018-12-31

| Byer 1. Dinkelsbühl, (11825) 2. Feuchtwangen (12452) 3. Heilsbronn (9670) 4. Herrieden (7999) 5. Leutershausen (5615) 6. Merkendorf (3000) 7. Ornbau (1626) 8. Rothenburg ob der Tauber, (11243) 9. Schillingsfürst (2835) 10. Wassertrüdingen (6041) 11. Windsbach (6018) 12. Wolframs-Eschenbach (3116) Købstæder 1. Arberg (2264) 2. Bechhofen (5960) 3. Colmberg (2036) 4. Dentlein am Forst (2312) 5. Dietenhofen (5573) 6. Dombühl (1758) 7. Dürrwangen (2585) 8. Flachslanden (2351) 9. Lehrberg (3089) 10. Lichtenau (3901) 11. Schopfloch (2939) 12. Weidenbach (2255) 13. Weiltingen (1392) Ubeboede områder 1. Unterer Wald (1,82 km²) | Kommuner (G på kortet) 1. Adelshofen (955) 2. Aurach (2916) 3. Bruckberg (1361) 4. Buch a.Wald (1025) 5. Burgoberbach (3417) 6. Burk (1062) 7. Diebach (1134) 8. Ehingen (1929) 9. Gebsattel (1730) 10. Gerolfingen (956) 11. Geslau (1319) 12. Insingen (1169) 13. Langfurth (2027) 14. Mitteleschenbach (1599) 15. Mönchsroth (1580) 16. Neuendettelsau (7899) 17. Neusitz (2086) 18. Oberdachstetten (1618) 19. Ohrenbach (614) 20. Petersaurach (4939) 21. Röckingen (726) 22. Rügland (1222) 23. Sachsen b.Ansbach (3496) 24. Schnelldorf (3617) 25. Steinsfeld (1211) 26. Unterschwaningen (877) 27. Weihenzell (2948) 28. Wettringen (1006) 29. Wieseth (1332) 30. Wilburgstetten (2199) 31. Windelsbach (1061) 32. Wittelshofen (1258) 33. Wörnitz (1806) |

Verwaltungsgemeinschaften
1. Dentlein a.Forst
mit den Mitgliedsgemeinden
 Burk, Dentlein a. Forst (Markt) und Wieseth
2. Hesselberg
mit dem Mitgliedsgemeinden
 Ehingen, Gerolfingen, Röckingen, Unterschwaningen und Wittelshofen
3. Rothenburg ob der Tauber
mit den Mitgliedsgemeinden
 Adelshofen, Gebsattel, Geslau, Insingen, Neusitz, Ohrenbach, Steinsfeld und Windelsbach
4. Schillingsfürst
mit den Mitgliedsgemeinden 
Buch am Wald, Diebach, Dombühl (Markt), Schillingsfürst (Stadt), Wettringen und Wörnitz
5. Triesdorf
mit den Mitgliedsgemeinden
 Ornbau (Stadt) und Weidenbach (Markt)
6. Weihenzell
mit den Mitgliedsgemeinden 
Bruckberg, Rügland und Weihenzell
7. Wilburgstetten
mit den Mitgliedsgemeinden 
Mönchsroth, Weiltingen (Markt) und Wilburgstetten
8. Wolframs-Eschenbach
mit den Mitgliedsgemeinden
 Mitteleschenbach und Wolframs-Eschenbach (Stadt)